# Більха
Більха́ — невеликий острів в Червоному морі в архіпелазі Дахлак, належить Еритреї, адміністративно відноситься до району Дахлак регіону Семіен-Кей-Бахрі.

## Географія
Розташований на південний схід від острова Хаватіб-Кебір. Має видовжену форму з півночі на південь, довжина острова 3,5 км, ширина від 0,5 км на півночі до 0,9 км на півдні. Окрім південного заходу острів облямований піщаними мілинами.